# Léon Progin
Léon Progin né le 19 mai 1886 à Vaulruz et mort le 21 novembre 1920 à Menziswyl près de Tavel, est un pionnier de l'aviation suisse.

## Biographie
Agriculteur et coureur motocycliste, il fait ses débuts dans l'aviation en avril 1917 et passe son brevet de pilote à Lausanne le 12 août 1917 sur un monoplan suisse le Grandjean L, construit par René Grandjean. Entré dans l'aviation militaire suisse, il passe avec succès son brevet en 1919. Il sera attaché aux ateliers de constructions de Thoune avec le titre de contrôleur de la place de l'Allmend.
Progin s'est spécialisé sur les vols d'altitude et à son palmarès, le 12 septembre 1919, en compagnie du passager M. Auguste Haefeli, constructeur d'avions militaires suisses, il bat le record suisse d'altitude, soit 7 252 mètres sur un Häfeli DH-5. Puis le 22 octobre de la même année, il bat le record, sans passager, de 8 100 mètres, sur biplan Haefeli. En mars 1920, Progin fait l'acquisition d'un Morane-Saulnier, appareil avec lequel il eut son accident.
En 1920, Progin effectue toutes les épreuves fédérales pour l'obtention du brevet d'acrobatie. Il participe donc à de nombreux meeting aériens où il enchante les foules avec ses acrobaties dont celui de Genève le 15 novembre 1920.

### L'accident
Un tragique accident a interrompu le meeting d'aviation que la société Ad Astra organisait entre Tavel et Menziswyl. Le sergent Progin qui se livrait à des exercices acrobatiques a fait une chute, son appareil s'est enfoncé dans les marais proches du champ d'aviation. L'accident provoqua une forte émotion dans la foule où se trouvait également sa femme. Quelques détails de l'accident: il fit un vol au ras de terre, puis monta verticalement sur 500 mètres, d'où il effectua quelques boucles avant de s'écraser. À l'époque, certains pilotes pensaient que l'accident était dû à un étourdissement du pilote.
À la suite de l'accident de Léon Progin, l'Office aérien fédéral va interdire les vols d'acrobatie dans les meetings d'aviation, en attendant d'émettre des conditions de sécurité plus importantes aux abords des pistes d'atterrissages.